# Купуния, Ариадна Джуруевна
Ариадна Джуруевна Купуния (1926 год, село Ахалсопели, Зугдидский уезд, Кутаисская губерния, ССР Грузия) — звеньевая колхоза имени Берия Ахалсопельского сельсовета Зугдидского района, Грузинская ССР. Герой Социалистического Труда (1949).

## Биография
Родилась в 1926 году в крестьянской семье в селе Ахалсопели Зугдидского уезда. Трудовую деятельность начала в годы Великой Отечественной войны. Трудилась на чайной плантации колхоза имени Берия Зугдидского района (с 1953 года — колхоз имени Ленина), председателем которого с 1938 года был Антимоз Михайлович Рогава. Во время войны участвовала в оборонительных мероприятиях, за что была награждена боевой медалью «За оборону Кавказа». В послевоенные годы возглавляла звено чаеводов.
В 1948 году звено под её руководством собрало в среднем с каждого гектара по 8109 килограммов сортового зелёного чайного листа на участке площадью 2 гектара. Указом Президиума Верховного Совета СССР от 29 августа 1949 года удостоена звания Героя Социалистического Труда за «получение высоких урожаев сортового зелёного чайного листа и цитрусовых плодов в 1948 году» со вручением ордена Ленина и золотой медали «Серп и Молот» (№ 4579).
Этим же Указом званием Героя Социалистического Труда были также награждены 16 тружеников колхоза имени Берия Зугдидского района: бригадиры Партен Михайлович Кадария, Владимир Михайлович Макацария, Амбако Спиридонович Рогава, звеньевые Вера Евгеньевна Купуния, Хута Григорьевна Купуния, Венера Давидовна Ломая, Мария Гудуевна Макацария, Хута Герасимовна Хвингия, колхозницы Паша Несторовна Джоджуа, Ольга Павловна Кантария, Надя Платоновна Пония, Ивлита Тарасовна Хасия, Лена Герасимовна Хвингия, Лена Константиновна Читанава, Мария Николаевна Читанава и Валентина Акакиевна Шаматава.
Старшая сестра Героя Социалистического Труда Жужуны Джуруевны Купуния. В последующие годы переехала в Абхазскую АССР. С 1979 года — персональный пенсионер союзного значения.
Награды
- Герой Социалистического Труда
- Орден Ленина
- Медаль «За оборону Кавказа» (01.05.1944)
- Медаль «За трудовую доблесть» (28.10.1948)